# Taufik Seidu
Taufik Seidu Zanzi Awudu (20 de enero de 2008) es un futbolista que juega como centrocampista en el Club Atlético de Madrid . Nacido en Ghana, es internacional con las categorías inferiores de la España.

## Biografía
Seidu nació en Acra, Ghana, en 2008. Se mudó a Málaga, España, a temprana edad.
Desde muy joven, Seidu se unió a la cantera del Atlético de Madrid de LaLiga española. Fue capitán de la selección española sub-17.
Seidu se desempeña principalmente como mediocampista. Se le ha descrito como un "mediocampista con una zancada fuerte y buen manejo del balón".